# Quo Vadis, Aida?
Quo Vadis, Aida? (bosansko Kuda ideš, Aida) je mednarodni koprodukcijski vojni dramski film iz leta 2020, za katerega je scenarij napisala in režirala Jasmila Žbanić.
Izbran je bil za prikaz v glavnem tekmovalnem programu 77. Beneškega filmskega festivala. Uvrščen je bil v ožji izbor 15 filmov, nominiranih za najboljši tujejezični film na 93. podelitvi oskarja. Na 50. mednarodnem filmskem festivalu v Rotterdamu je osvojil nagrado občinstva ter na filmskem festivalu v Göteborgu nagrado za najboljši tujejezični film. Nominiran je bil tudi za najboljši tuji film in režijo na 74. podelitvi nagrad BAFTA.

## Ozadje
Scenarij za film je nastal na podlagi zapisov in spominov Hasana Nuhanovića iz Srebrenice, ki je leta 1995 sodeloval z nizozemskimi modrimi čeladami. Nuhanović je sicer med procesom nastajanja filma prekinil sodelovanje z režiserko pri scenariju, da naj bi določene zgodbe predstavila na neprimeren način.

## Zgodba
Zgodba se odvija 11. julija 1995 ko Aida, prevajalka Združenih narodov, poskuša rešiti svojo družino, potem ko je Vojska Republike Srbske prevzela Srebrenico in začela etnično čiščenje bošnjaškega prebivalstva na tem območju, znanega kot srebreniški pokol.

## Vloge
- Jasna Đuričić – Aida Selmanagić[10]
- Izudin Bajrović – Nihad Selmanagić, Aidin mož
- Boris Ler – Hamdija
- Dino Bajrović – Ejo
- Boris Isaković – Ratko Mladić
- Johan Heldenbergh – Thom Karremans
- Edita Malovčić – Vesna, Jokina soproga
- Emir Hadžihafizbegović – Joka
- Minka Muftić – Munira
- Raymond Thiry – Rob Franken
- Teun Luijkx – poveljnik Mintjes
- Joes Brauers – Boudwijn
- Reinout Bussemaker – polkovnik dr. Robben
- Ermin Bravo – župan
- Sol Vinken – vojak Lammerts
- Micha Hulshof – major De Haan
- Juda Goslinga – poročnik Rutten
- Ermin Sijamija – Lalović
- Alban Ukaj – Tarik

## Premiera
Film je svetovno premiero doživel 3. septembra 2020 na 77. Beneškem filmskem festivalu. Film je bil tudi prikazan na Mednarodnem filmskem festivalu v Torontu septembra 2020.

## Sprejem
Na spletnem mestu Rotten Tomatoes ima 100% oceno na podlagi 43 ocen. Opis, naveden na tej spletni strani, se glasi: "Quo Vadis, Aida? uporablja srce parajoč spopad ene ženske, da močno prikaže uničujoče trpljenje vojne." Na Metacriticu ima na podlagi 13 ocen oceno 96 od 100, kar pomeni "splošno odobritev".

### Kritike
Ryan Gilbey v svoji kritiki za New Statesman opisuje, kako je »Žbanić izoblikovala dejansko stanje v zgovoren in vesten film, ki je negotov in napet triler, ki ga vodi Đuričićeva igra«. Jude Dry iz IndieWire je zapisal, da »je Žbanić razkrila globoke posledice nasilja in vojne na ljudeh"«, Peter Bradshaw iz The Guardiana pa je zapisal, da »je po 25 letih čas, da se ozremo na grozote Srebrenice, Zbanič je to naredila z jasnim sočutjem in iskrenostjo.« 
Jessica Kiang iz Varietyja meni, da si film »prizadeva zaničiti zgodovino in se osredotoča na težke razmere, ki so v vrtincu zla doletele žrtve - ne le poboje, temveč tudi širše zlo institucionalnih neuspehov in mednarodne brezbrižnosti.«  Kevin Maher iz The Timesa je dejal, da je to »ognjevita in divje posvečena režija Jasmile Žbanić, ki film konča z motečim prikazom bremena, ki ga še vedno nosijo preživeli v Srebrenici«.

## Nominacije
| Leto  | Slovesnost ali organizacija  | Imenovanje                           | Nagrajenci                                     |
| ----- | ---------------------------- | ------------------------------------ | ---------------------------------------------- |
| 2020. | Oskarji                      | Oskar za najboljši tujejezični film  | Damir Ibrahimović, Jasmila Žbanić - producenta |
| 2020. | BAFTA                        | BAFTA za najboljši tujejezični film  | Damir Ibrahimović, Jasmila Žbanić - producenta |
| 2020. | BAFTA                        | BAFTA za najboljšo režijo            | Jasmila Žbanić                                 |
| 2020. | Nagrada Independent Spirit   | Neodvisni duh za najboljši tuji film | Damir Ibrahimović, Jasmila Žbanić - producenta |
| 2020. | 74. Beneški filmski festival | "Zlati lev" za najboljši tuji film   | Damir Ibrahimović, Jasmila Žbanić - producenta |